# Rudina, Burgas
Rudina (în bulgară Рудина) este un sat în comuna Ruen, regiunea Burgas,  Bulgaria. 

## Demografie
Componența etnică a satului Rudina
     Turci (14,64%)
     Bulgari (1,67%)
     Nicio identificare (83,68%)
     Altele (0%)
La recensământul din 2011, populația satului Rudina era de 239 locuitori. Nu există o etnie majoritară, locuitorii fiind turci (14,64%) și bulgari (1,67%). Pentru 83,68% din locuitori nu este cunoscută apartenența etnică.